# Hans Groenewegen
Hans Groenewegen (Haamstede, 25 mei 1956 - Rijswijk, 10 juni 2013) was een Nederlands dichter, bloemlezer, essayist, redacteur, en criticus. 
Voor zijn werk als poëziecriticus ontving hij in het jaar voor hij aan een ernstige ziekte overleed de Pierre Bayle-prijs. De jury kende hem die prijs in 2012 toe vanwege: 'de genereuze, diepgaande en erudiete manier waarop hij jarenlang dichterschappen becommentarieert'. In het juryrapport uit 2012 wordt hij getypeerd als 'een criticus die zich vanuit een belangeloze inzet en met een scherp oog voor vernieuwing in de dichtkunst verdiept. De prijs is een eerbetoon aan zijn toewijding en de zorgvuldige manier waarop hij de lezer meeneemt in het werk van beginnende en canonieke dichters.'

## Lezing
Sinds 2015 wordt om de twee jaar de Hans Groenewegenlezing gegeven door een dichter. De eerste in 2015 werd verzorgd door Anneke Brassinga, de tweede in 2017 door Erik Spinoy, de derde in 2019 door Alfred Schaffer.

### Poëzie
- nachtelijke rede. De Dichters Konserten-reeks. Uitgeverij Priem, Hooglanderveen, 1988. 38pp
- grondzee. Met etsen van Christine Boer. Slibreeks nr. 94. Stichting Kunstuitleen Zeeland, Middelburg, 2000. 40pp
- lichaamswater. gedichten. Wereldbibliotheek, Amsterdam, 2002. 59pp
- en gingen uit sterven. gedichten. Wereldbibliotheek, Amsterdam, 2005. 61pp
- zuurstofschuld. gedichten. Wereldbibliotheek,  Amsterdam, 2008. 78pp
- van alle angst ontdaan. gedichten. Wereldbibliotheek, Amsterdam, 2011. 75pp
- blijven & verreizen. Wereldbibliotheek, Amsterdam, 2013. 109pp

### Essays
- H. Groenewegen (red.). Door geen poëzie meer uitgewist. Dichters over hun gedicht van Faverey. Landgraafse cahiers nr. 5. Herik, Landgraaf, 1997. 66 pp
- H. Groenewegen (red.). ...Die zo rijk zijn aan zichzelf... Over Hans Faverey. Over ... nr. 5. Historische Uitgeverij, [Groningen], 1997. 285 pp
- H. Groenewegen (red.). Licht is de wind der duisternis. Over Lucebert. Over ... nr. 8. Historische Uitgeverij, Groningen, 1999. 375 pp
- H. Groenewegen. Schuimen langs de vloedlijn. Kritieken en kronieken over poëzie. Vantilt, Nijmegen, 2002. 317 pp
- H. Groenewegen (red.). En gene schitterde op de rede. Over Kees Ouwens. Over ... nr. 9. Historische Uitgeverij, Groningen, 2002. 372 pp
- H. Groenewegen. Overvloed. Kritieken en kronieken over poë̈zie. Vantilt, Nijmegen, 2005. 320 pp
- A. Musschoot, H. Vandevoorde, H. Groenewegen (red.). Al ben ik duister, 'k zet me glanzend uit. Over Karel van de Woestijne. Historische uitgeverij, Groningen. 2007. 320pp
- H. Groenewegen. Het handschrift van Lucebert. [met tekeningen van Lucebert]. Historische Uitgeverij, Groningen, 2009. 122 pp
- H. Groenewegen. Met schrijven zin verzamelen. Over poëzie in de Lage Landen. Wereldbibliotheek, Amsterdam, 2012. 399 pp